# Auribacterales
Ordre
Les "Candidatus Auribacterales" forment un ordre de bactéries du phylum candidat Auribacterota du règne des Bacteria.

## Historique
Cet ordre est proposé en 2022 par T. J. Williams sous le nom de "candidatus Auribacterales" pour contenir les bactéries non cultivables du genre "candidatus Auribacter" identifiées dans les profondeurs d'une mine d'or et connues depuis la publication de Momper sous le nom de "MAG SURF_26",.

## Taxonomie
Le nom de candidatus Auribacterales" a été publié de manière non valide et ce nouveau nom est considéré comme le nom préféré et non pas le nom correct.

### Étymologie
L'étymologie du nom de l'ordre Auribacterales vient du nom de genre Auribacter qui veut dire "bactérie venant d'une mine d'or" et est la suivante : Au.ri.bac.tera’les. N.L. fem. pl. n. Auribacterales, l'ordre des Auribacter,.

### Liste des familles
Selon la base de nomenclature LPSN (09/08/2023), cet ordre ne contient qu'une famille candidate :
- "Candidatus Auribacteraceae" Williams et al. 2022 nom préféré (nom non correct)